# Механическая вселенная
Механическая Вселенная (The Mechanical Universe… And Beyond), 52 серийный телевизионный курс лекций снятый в Калифорнийском технологическом институте и спродюсированный Калтехом и INTELECOM Intelligent Telecommunications (некоммерческий консорциум Калифорнийских колледжей). Сериал знакомит с университетским уровнем физики от Коперника до квантовой механики.
Съемки стартовали в 1985 году. В сериале используется большое количество исторических инсценировок и мультипликационных пособий для наглядных объяснений понятий физики. Последние появились благодаря почти 8 часам компьютерной анимации созданной пионером компьютерной графики Джимом Блином(Jim Blinn). Каждый эпизод начинается и заканчивается на лекции профессора Калтеха Дэвида Гудштейна(David Goodstein). После более чем четверти века после создания, сериал все ещё часто используется как дополнительное учебное пособие, благодаря его четким объяснениям фундаментальных понятий, таких как специальная теория относительности.
Знания механической вселенной совпадают с лекциями преподаваемыми на первом курсе Калифорнийского Технологического Института.
На русском языке сериал демонстрировался на телеканале Техно 24.